# رمزية لاسلطوية
في حين نفى اللاسلطويون تاريخياً إلى حد كبير أهمية الرموز لحركة سياسية،  فقد تبنوا هم أنفسهم بعض الرموز من أجل قضيتهم، بما في ذلك أبرزها دائرة ألف وراية سوداء. منذ إحياء اللاسلطوية في مطلع القرن الحادي والعشرين وبالتزامن مع صعود الحركة المناهضة للعولمة بدأت الرموز اللاسلطوية و الرموز الثقافية الفوضوية الحالية بالانتشار على نطاق واسع.

## وصلات خارجية
- The Symbols of Anarchy from An Anarchist FAQ
- History of anarchist symbols from AnarchyIsOrder.org
- Anarchism Symbols at Anarchism.net
- Anarchism at Flags Of The World
- . على يوتيوبfrom http://www.youtube.com]